# 33035 Pareschi
33035 Pareschi este un asteroid din centura principală de asteroizi.

## Descriere
33035 Pareschi este un asteroid din centura principală de asteroizi. A fost descoperit pe 27 septembrie 1997 la Sormano de Marco Cavagna și Augusto Testa. Asteroidul prezintă o orbită caracterizată de o semiaxă mare de 2,29 ua, o excentricitate de 0,14 și o înclinație de 6,2° în raport cu ecliptica.